# ラッセル・ヘンリー
ラッセル・チェイピン・ヘンリー（Russell Chapin Henley, 1989年4月12日 - ）は、アメリカ合衆国ジョージア州メイコン出身のプロゴルファー。世界ランキング最高位は5位。

## 経歴

### アマチュア時代
ジョージア大学在学中の2010年に全米オープンへ出場し、最も優れた大学生ゴルファーに贈られるハスキンズ賞を受賞した。
2011年5月にはネイションワイドツアーのステイジョン・クラシック・アットUGAでアマチュア選手ながら優勝した。

### プロ転向後

#### ネイションワイドツアー
2011年9月にネイションワイドツアーのソボバ・ゴルフクラシックでプロデビュー。
2012年9月、チキータ・クラシックでプロ初優勝を果たす。

#### PGAツアー
2013年よりPGAツアーへ昇格し、1月のソニーオープン・イン・ハワイにて、PGAツアー史上初となるデビュー戦での優勝を果たした。これにより同年のマスターズ・トーナメント、PGA選手権の出場資格を得た。
2014年3月のザ・ホンダ・クラシックでツアー2度目の優勝を果たした。
2017年4月、シェル・ヒューストン・オープンでツアー3度目の優勝を果たした。
2021年の全米オープンでは第3ラウンドを終えて首位だったが、最終ラウンドでクインテュープルボギーを喫してしまい、13位タイに終わった。
2022年、ワールドワイド・テクノロジー選手権で5年ぶりとなるツアー優勝を果たした。
2023年のマスターズ・トーナメントでは自己最高となる4位タイだった。
2025年3月のアーノルド・パーマー招待では最終ラウンドのパー5、16番ホールでチップインのイーグルを成功させ、コリン・モリカワを1打差で破って優勝した。

## 優勝歴

### PGAツアー（5勝）
| 勝数                  |
| シグネチャー大会（1） |
| その他ツアー（4）     |

| No. | 年月日        | 大会                               | 優勝スコア             | 打差       | 2位（タイ）                                              |
| --- | ------------- | ---------------------------------- | ---------------------- | ---------- | -------------------------------------------------------- |
| 1   | 2013年1月13日 | ソニーオープン・イン・ハワイ       | -24（63-63-67-63=256） | 3打差      | ティム・クラーク                                         |
| 2   | 2014年3月2日  | ザ・ホンダ・クラシック             | -8（64-68-68-72=272）  | プレーオフ | ローリー・マキロイ ラッセル・ノックス ライアン・パーマー |
| 3   | 2017年4月2日  | シェル・ヒューストン・オープン     | -20（67-67-69-65=268） | 3打差      | 康晟訓                                                   |
| 4   | 2022年11月6日 | ワールドワイド・テクノロジー選手権 | -23（63-63-65-70=261） | 4打差      | ブライアン・ハーマン                                     |
| 5   | 2025年3月9日  | アーノルド・パーマー招待           | -11（72-68-67-70=277） | 1打差      | コリン・モリカワ                                         |

#### PGAツアープレーオフ（1勝1敗）
| No. | 年     | 大会                         | 対戦相手                                                 | 内容                              |
| --- | ------ | ---------------------------- | -------------------------------------------------------- | --------------------------------- |
| 1   | 2014年 | ザ・ホンダ・クラシック       | ローリー・マキロイ ラッセル・ノックス ライアン・パーマー | 1ホール目、バーディーを決め勝利   |
| 2   | 2022年 | ソニーオープン・イン・ハワイ | 松山英樹                                                 | 1ホール目、イーグルを決められ敗北 |